# أليتشه مانجيوني
أليتشه مانجيوني (من مواليد 19 يناير 1997) هي عداءة إيطالية متخصصة في سباق 400 متر. شاركت في دورة الألعاب الأولمبية الصيفية 2020، في سباق 4 × 400 متر تتابع وسباق 4 × 400 متر تتابع مختلط.

## مسيرتها المهنية
شاركت مانجيوني مع المنتخب الإيطالي لألعاب القوى في سباقي 400 متر و4 × 400 متر تتابع للسيدات في بطولة أوروبا لألعاب القوى داخل الصالات المغلقة 2021. في مايو 2021، شاركت في سباقات التتابع العالمية لألعاب القوى 2021، وحصلت على التأهل مع المنتخب الوطني لسباق التتابع المختلط 4 × 400 متر في طوكيو 2021.

## الإنجازات
| السنة | المسابقة                               | المكان | الترتيب          | الحدث                          | الوقت         | ملاحظات    |
| ----- | -------------------------------------- | ------ | ---------------- | ------------------------------ | ------------- | ---------- |
| 2021  | بطولة أوروبا لألعاب القوى داخل الصالات | تورون  | الرابع           | 4×400 متر تتابع                | 3:30.32       | NR         |
| 2021  | بطولة العالم لألعاب القوى              | خوجوف  | الأول            | 4×400 متر تتابع مختلط          | 3:16.60       | WL, SB     |
| 2021  | بطولة أوروبا للفرق (SL)                | خوجوف  | الثالث           | تتابع 4×400 متر                | 3:29.50       |            |
| 2021  | الألعاب الأولمبية                      | طوكيو  | الثالث عشر       | تتابع 4×400 متر                | 3:27.74       | SB         |
| 2021  | الألعاب الأولمبية                      | طوكيو  | العاشر           | سباق التتابع 4 × 400 متر مختلط | 3:13.51       | NR         |
| 2022  | بطولة العالم                           | يوجين  | الرابع والثلاثون | سباق 400 متر                   | 52.72 ثانية   |            |
| 2022  | بطولة العالم                           | يوجين  | المركز السابع    | سباق التتابع 4×400 متر         | 3:26.75 ثانية | SB         |
| 2022  | بطولة العالم                           | يوجين  | المركز السابع    | سباق التتابع 4×400 متر مختلط   | 3:16.45 ثانية | [ note 1 ] |